# Liste der Kulturdenkmäler im Landkreis Kassel

Kommunen im Landkreis Kassel

Die Liste der Kulturdenkmäler im Landkreis Kassel enthält die Kulturdenkmäler im Landkreis Kassel. Rechtsgrundlage für den Denkmalschutz ist das Denkmalschutzgesetz in Hessen.
Sie lässt sich nach den kreisangehörigen Kommunen gliedern:
Städte und Gemeinden im Landkreis Kassel:
- Liste der Kulturdenkmäler in Ahnatal
- Liste der Kulturdenkmäler in Bad Emstal
- Liste der Kulturdenkmäler in Bad Karlshafen
- Liste der Kulturdenkmäler in Baunatal
- Liste der Kulturdenkmäler in Breuna
- Liste der Kulturdenkmäler in Calden
- Liste der Kulturdenkmäler in Espenau
- Liste der Kulturdenkmäler in Fuldabrück
- Liste der Kulturdenkmäler in Fuldatal
- Liste der Kulturdenkmäler in Grebenstein
- Liste der Kulturdenkmäler in Habichtswald
- Liste der Kulturdenkmäler in Helsa
- Liste der Kulturdenkmäler in Hofgeismar
- Liste der Kulturdenkmäler in Immenhausen
- Liste der Kulturdenkmäler in Kaufungen
- Liste der Kulturdenkmäler in Liebenau
- Liste der Kulturdenkmäler in Lohfelden
- Liste der Kulturdenkmäler in Naumburg
- Liste der Kulturdenkmäler in Nieste
- Liste der Kulturdenkmäler in Reinhardshagen
- Liste der Kulturdenkmäler in Schauenburg
- Liste der Kulturdenkmäler in Söhrewald
- Liste der Kulturdenkmäler in Trendelburg
- Liste der Kulturdenkmäler in Vellmar
- Liste der Kulturdenkmäler in Wesertal
- Liste der Kulturdenkmäler in Wolfhagen
- Liste der Kulturdenkmäler in Zierenberg